# Diane de Poitiers (mini-série)
Pour les articles homonymes, voir Diane de Poitiers.
Production
Diffusion
Diane de Poitiers est une mini-série franco-belge en deux épisodes de 100 minutes, créée par Didier Decoin et diffusée en octobre 2022 sur Salto, puis les 7 et 14 novembre 2022 sur France 2.
Cette fiction, réalisée par Josée Dayan, est une coproduction de Passionfilms, France Télévisions, TV5 Monde, Be-FILMS, la RTBF (télévision belge), PM SA et Elemiah,, avec la participation de la Radio télévision suisse (RTS) et du soutien des régions du Centre-Val de Loire et des Hauts-de-France.

## Synopsis
Cette biographie relate, au travers des nombreux événements historiques connus, la vie de l'énigmatique Diane de Poitiers et son destin de favorite du roi Henri II.

## Distribution
Sauf indication contraire, les informations mentionnées dans cette section peuvent être confirmées par la base de données cinématographiques Allociné,  présente dans la section « Liens externes ».
- Isabelle Adjani : Diane de Poitiers
- Hugo Becker : Henri II
- Samuel Labarthe : François Ier
- Virginie Ledoyen : Anne de Pisseleu
- Gaia Girace : Catherine de Médicis
- JoeyStarr : le comte de Kervannes
- Olivier Bonnaud : Gabriel de Montgommery
- Jacques Spiesser : Philibert de l'Orme
- Jean-François Balmer : l'Inquisiteur Matthieu Ory
- Julie Depardieu : la paysanne
- Michel Fau : Gabriel Antoine Le Camus
- Eva Carmen Jarriau : Pernette
- Sofya Ernst : Éléonore de Habsbourg
- Gérard Depardieu : Nostradamus
- Jeanne Balibar : Marguerite de Navarre
- Olivier Gourmet : Charles Quint
- Guillaume Gallienne : Ambroise Paré
- Max Baissette de Malglaive : Barthélémy
- Riwan Balkacemi : l'assistant du comte de Kervannes
- Wesley Weigel : Briandas
- Gioia Farisano : Isabelle de Vauville
- Franck Joucla-Castillo : connétable de Montmorency
- Thomas Jeand'Heur : François de France, le dauphin de François Ier
- Sacha Bourdo : l'assistant de Nostradamus
- Bernard Verley : le pape Clément VII
- Antoine Ferron : le secrétaire de l'Inquisiteur
- Xavier Alcan : le cardinal près du pape Clément VII
- François Bureloup : Sanguin, cardinal du pape Clément VII
- Agathe Natanson : la responsable de la cour de Catherine de Médicis
- Vincent Roger : l'amiral Chabot de Brion
- Louison Bergman : une suivante de Catherine de Médicis
- Florian Desbiendras : le chambellan
- Vincent Dubois : le héraut dans la chambre de François Ier
- Arthur Deleu : Justin, le paysan à Anet
- Louis Donval : Louis de Brézé
- Thierry Robart : l'intendant
- Léo Angel : Henri II enfant
- Alexandre Spector : le dauphin François enfant
- Camille Razat : Marie Stuart à 17 ans au tournoi
- Romane Colonna Cesari : Filippa Duci
- Robert Bensimon : Maréchal de Vieilleville
- Nicolas Ronchi : 1er Chambellan
- Vincent Lecoeur : l'assistant d'Ambroise Paré
- Cédric le Stunff : le militaire haut gradé
- Yvon Carpier : un laquais et un chambellan dans la chambre d'Henri II
- Namkyung Kim : la danseuse Loïs Fuller
- Romane Gantiez : Marie Stuart enfant
- Silas Barri-Schmitt : François II enfant

## Production

### Développement
En avril 2019, la réalisatrice Josée Dayan se prépare à tourner le téléfilm historique sur Diane de Poitiers,.
En mars 2020, Didier Decoin annonce qu'il écrit le scénario pour ce dernier,. En octobre, le téléfilm en deux parties est coproduit par Passionfilms et Mon Voisin Productions.
En juillet 2021, la société Mon Voisin Productions se retire du projet.

### Attribution des rôles
Depuis février 2020, la réalisatrice Josée Dayan révèle qu'Isabelle Adjani interprétera et endossera les costumes de Diane de Poitiers,. Cette dernière s'explique plus tard, à propos du personnage : « Pour Diane de Poitiers, c’est avec les fabuleux costumes de la grande créatrice Dominique Borg que je suis entrée dans un personnage qui intrigue depuis longtemps. Diane s’est habillée de noir et blanc uniquement après la mort de son mari. La création habitée des robes de cour, qui apporte une subtile modernité à l’élégance, jusqu à sa tenue équestre, m’a guidé dans la dimension esthétique et spirituelle que propose une époque comme la Renaissance ». En septembre, Jean Reno, Nicolas Duvauchelle, Mathieu Amalric et Jeanne Balibar rejoignent l'actrice dans les rôles principaux.
En septembre 2021, Hugo Becker en Henri II, Guillaume Gallienne en Ambroise Paré, Virginie Ledoyen en Anne de Pisseleu, JoeyStarr, Jacques Spiesser, Olivier Gourmet, Jean-François Balmer, Julie Depardieu et Michel Fau sont engagés dans les rôles principaux, ainsi que Gérard Depardieu en Nostradamus,, puis Samuel Labarthe, Gaia Girace, Olivier Bonnaud, Olivier Gourmet et Jean-François Balmer.

### Tournage

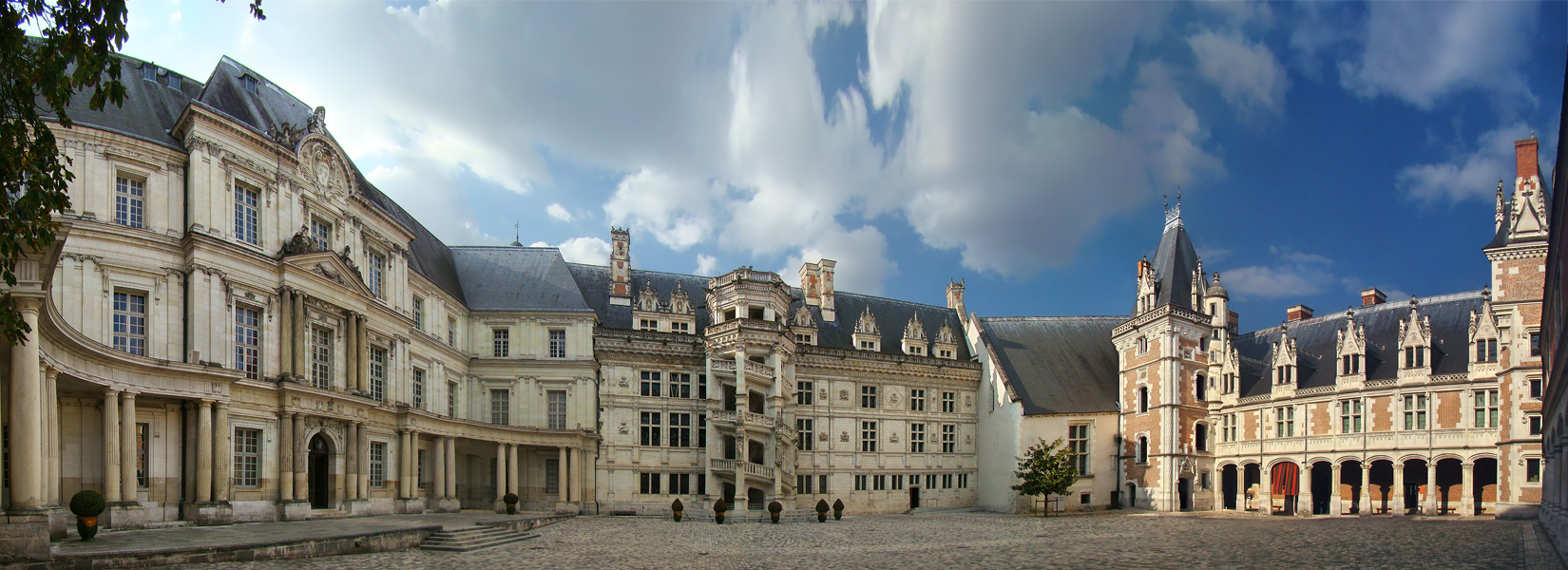
Le château de Blois.

Le tournage, devant démarrer au début de l'automne 2020,, commence finalement le 10 septembre 2021 dans les Hauts-de-France, dans le pavillon Renaissance — dit « logis des évêques » du château de Septmonts dans l'Aisne, ainsi qu'à Noyon, fin septembre 2021, dans la cathédrale et la bibliothèque du chapitre. Il continue en Centre-Val de Loire,, pour servir les châteaux de Chambord, d'Anet et de Blois dans le Loir-et-Cher, et s’achève le 26 octobre,.

### Fiche technique
Sauf indication contraire, les informations mentionnées dans cette section peuvent être confirmées par la base de données cinématographiques Allociné,  présente dans la section « Liens externes ».
- Titre original : Diane de Poitiers
- Création : Didier Decoin
- Réalisation : Josée Dayan
- Scénario : Didier Decoin
- Musique : Bruno Coulais
- Décors : Richard Cahours de Virgile
- Costumes : Dominique Borg, Stéphane Couvé-Bonnaire[20] et Cyril Fontaine
- Photographie : Stefan Ivanov
- Son : Aline Huber[21]
- Montage : Yves Langlois, Florence Leconte[21]
- Casting : Nicolas Ronchi[21]
- Production : Josée Dayan et Gaspard de Chavagnac
- Sociétés de production : Passionfilms[3] ; France Télévisions, TV5 Monde, Be-FILMS, RTBF (télévision belge)[2], PM SA et Elemiah (coproduction)
- Société de distribution : France Télévisions
- Pays de production :  France /  Belgique
- Langue originale : français
- Format : couleur
- Nombre d'épisode : 2
- Genres : drame historique ; biographie
- Durée : 2 × 100 minutes

## Festival et diffusion
Le téléfilm est présenté en avant-première, le 16 septembre 2022, au festival de la fiction TV de La Rochelle 2022.
Sa diffusion, annoncée pour 2021 sur France 3 est, à cause du retard dû au tournage, reportée en 2022 sur France 2. Le premier épisode est diffusé le 7 novembre 2022 sur France 2.
En Belgique, il est diffusé le 4 octobre 2022 sur La Trois. Il est également diffusé dés octobre 2022 sur la plateforme Salto.

## Accueil

### Critique
Après avoir assisté à cette mini-série au festival de la fiction TV de La Rochelle, Julia Baudin et Constance Jamet du Figaro avouent que le personnage « Diane de Poitiers, dont Isabelle Adjani, (…) dresse un portrait fantasque et hystérisé, allégorie futile de la vanité — vanitas vanitatum, femme aux abois sans âge et sans profondeur véritable, pâle et lointain copié/collé de la Margot de Patrice Chéreau. Elle n'en est pas moins l'héroïne du premier opus d'une collection nouvelle de France Télévisions baptisée « Les Audacieuses » ».